# (4244) Zakharchenko
(4244) Zakharchenko est un astéroïde de la ceinture principale.

## Description
(4244) Zakharchenko est un astéroïde de la ceinture principale. Il fut découvert le 7 octobre 1981 à Nauchnyj par Lioudmila Tchernykh. Il présente une orbite caractérisée par un demi-grand axe de 3,20 UA, une excentricité de 0,17 et une inclinaison de 1,8° par rapport à l'écliptique.

## Compléments